# Roger Wallis
Roger Wallis, (Rugby, Inglaterra, 8 de agosto de 1941 - Estocolmo, Suecia, 22 de enero de 2022) fue un músico, periodista e investigador británico nacionalizado sueco. Vivió en Suecia desde 1963, y fue profesor adjunto (tal y como se entiende el término en Estados Unidos) de "multimedia" en el Real Instituto de Tecnología en Estocolmo, y posteriormente emérito.
Entre 1967 y 1981 Wallis fue el presentador del programa The Saturday Show en Radio Suecia.
Escribió varios libros sobre la industria musical junto al musicólogo Krister Malm.
Entre sus logros profesionales se encuentran ser fundador de la discográfica sueca MNW, y miembro del consejo de la entidad de gestión de derechos de autor sueca, STIM.
Roger testificó en el juicio a The Pirate Bay en febrero de 2009.